# Promachus testacipes
Promachus testacipes är en tvåvingeart som först beskrevs av Macquart 1855.  Promachus testacipes ingår i släktet Promachus och familjen rovflugor. Inga underarter finns listade i Catalogue of Life.